# كابيلا آن دن آيسل
كابيلا آن دن آيسل Capelle aan den IJssel  هي مدينة وبلدية غرب هولندا، في مقاطعة جنوب هولندا.

## طوبوغرافيا
خريطة طوبوغرافية هولندية لبلدية كابيلا آن دن آيسل، يونيو 2015، (تقرأ بعد ثلاث نقرات على الخريطة).

## أعلام
- سيس فان دونغن
- أنس كونينغ
- فيري دي هان
- نيك فيرغيفر